# Айбельштадт
Айбельштадт (нім. Eibelstadt) — місто в Німеччині, розташоване в землі Баварія. Підпорядковується адміністративному округу Нижня Франконія. Входить до складу району Вюрцбург. Центр об'єднання громад Айбельштадт.
Площа — 7,07 км2. Населення становить 3094 ос. (станом на 31 грудня 2020).

## Галерея

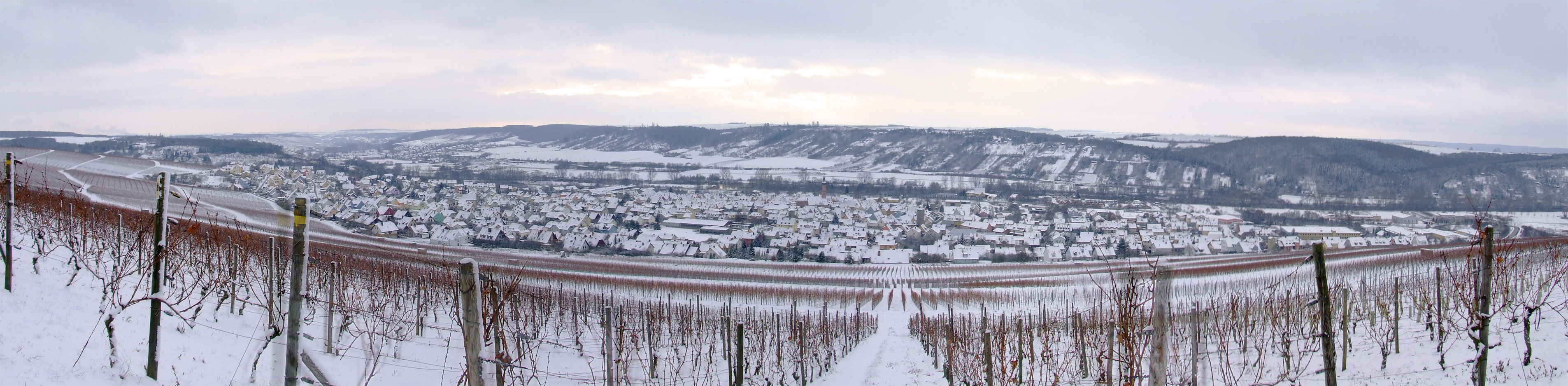
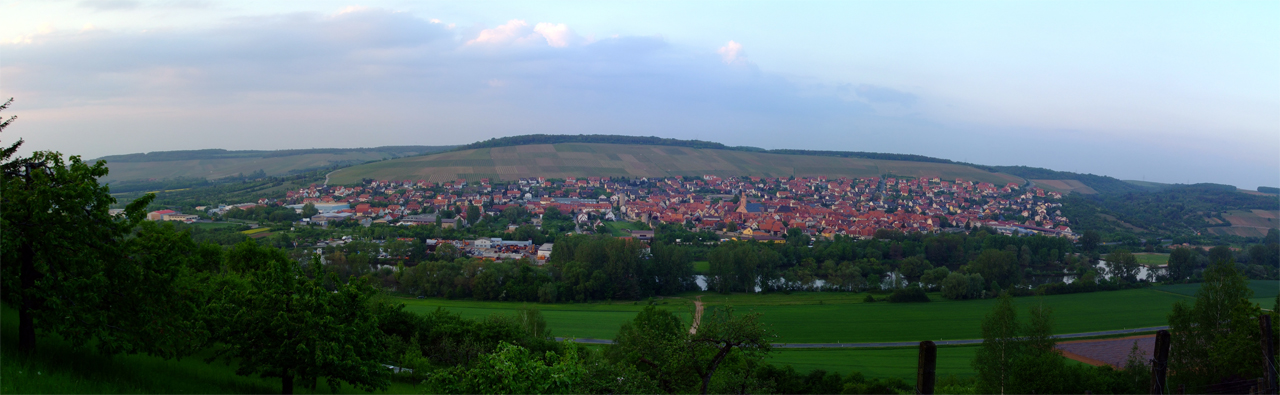
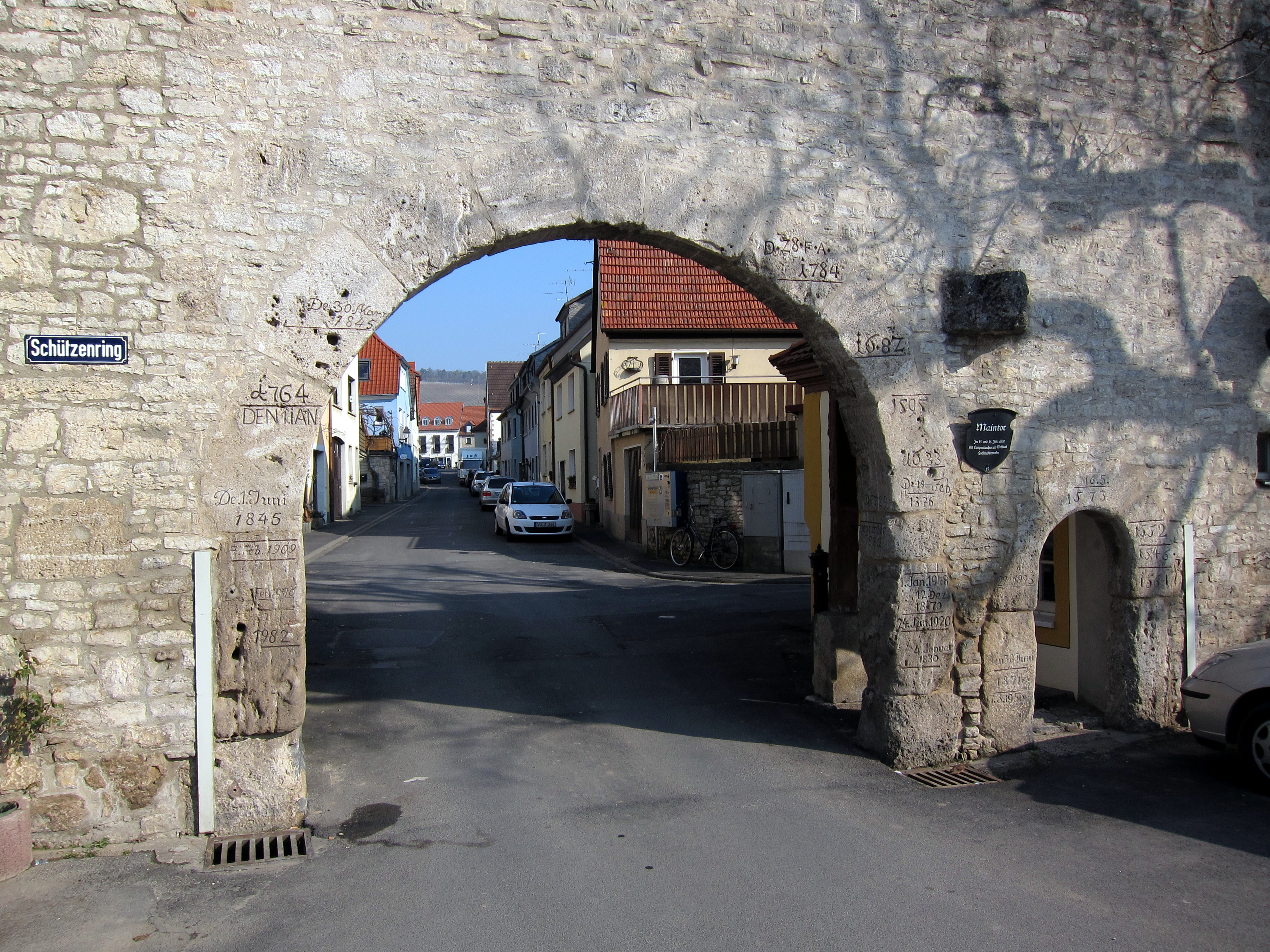
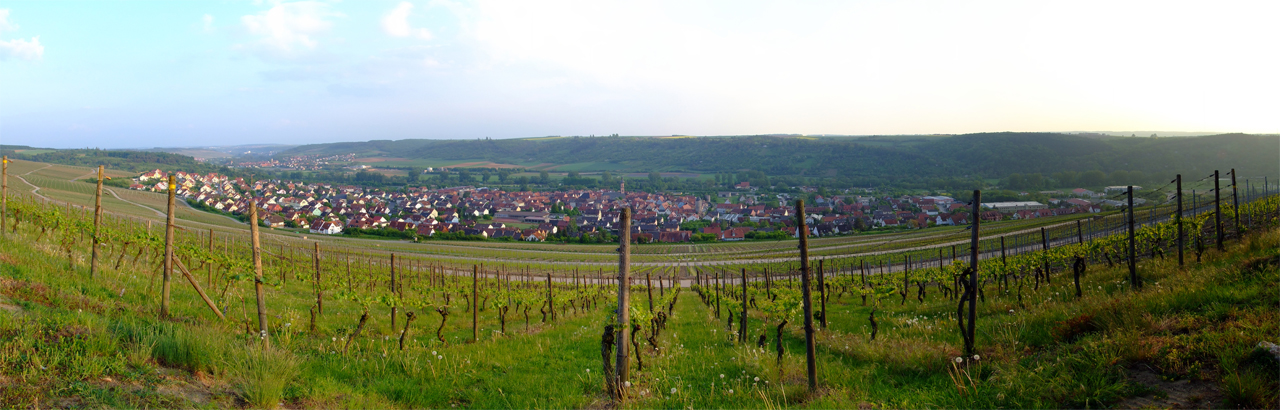